# یواس‌اس واشنگتون (۱۷۷۶ بادبانی جنگی)
یواس‌اس واشینگتن (۱۷۷۶ (به انگلیسی: USS Washington (1776 row galley)) یک کشتی بود. این کشتی در سال ۱۷۷۶ ساخته شد.